# Consiglio dei ministri dell'Arabia Saudita
Il Consiglio dei ministri dell'Arabia Saudita (in arabo: مجلس الوزراء السعودي Majlis al-Wuzarā' as-Su'ūdī) è l'organo di Governo del Regno dell'Arabia Saudita. Era precedentemente guidato dal re, che era automaticamente il primo ministro, ma, il 28 settembre 2022, la nomina da parte del Re Salman dell'Arabia Saudita di suo figlio, Mohammad bin Salman Al Sa'ud, alla carica di Primo Ministro ha separato le due cariche.
Il Consiglio è composto dal primo ministro, dal principe ereditario, che generalmente è vice primo ministro, e dai ministri. Nel 2017 ci sono ventidue ministri con portafoglio e nove ministri di stato, cinque dei quali hanno responsabilità speciali. Tutti i membri del Consiglio sono nominati con decreto reale.
Il Consiglio dei ministri venne istituito da re Abd al-Aziz nel 1953. È responsabile della "redazione e del monitoraggio dell'attuazione delle politiche interne, estere, finanziarie, economiche, dell'istruzione e della difesa e degli affari generali dello Stato". La legislazione deve essere ratificata con regio decreto e deve essere pienamente compatibile con l'interpretazione della shari'a. Si riunisce ogni lunedì ed è presieduto dal re nella sua qualità di Presidente del Consiglio o da un suo rappresentante.
La legge che disciplina la forma e le funzioni del Consiglio dei ministri venne emanata da re Fahd nel 1993. Tra le altre cose essa stabilisce che tutti i membri del Consiglio devono essere "cittadini sauditi per nascita e ascendenza, ben noti per la giustizia e le capacità e non precedentemente condannati per un reato di immoralità o di disonore".

## Membri del consiglio
| Incarico                                                         | Ministro                                           | Dal               |
| ---------------------------------------------------------------- | -------------------------------------------------- | ----------------- |
| Re                                                               | Re Salman bin Abd al-Aziz Al Saud                  | 23 gennaio 2015   |
| Primo ministro                                                   | Mohammad bin Salman Al Sa'ud                       | 28 settembre 2022 |
| Primo Vice Primo ministro                                        | vacante                                            |                   |
| Secondo Vice Primo ministro                                      | vacante                                            |                   |
| Ministro della difesa                                            | Khalid bin Salman Al Sa'ud                         | 28 settembre 2022 |
| Ministro dell'interno                                            | Abd al-Aziz bin Sa'ud Al Sa'ud                     | 21 giugno 2017    |
| Ministro degli affari esteri                                     | Faisal bin Farhan Al Saud                          | 23 ottobre 2019   |
| Ministro delle municipalità e degli affari rurali                | Abdullatif bin Abdulmalik bin Omar Al Alshailkh    | 29 aprile 2015    |
| Ministro della Guardia nazionale                                 | Abd Allah bin Bandar Al Sa'ud                      | 27 dicembre 2018  |
| Ministro degli affari islamici, della convocazione e della guida | Sceicco Abdullatif bin Abdulaziz Al Ash-Shaikh     | 2 giugno 2018     |
| Ministro dell'istruzione                                         | Ahmed bin Mohammed Al-Issa                         | 11 dicembre 2015  |
| Ministro della giustizia                                         | Waleed bin Mohammad Al Samaani                     | 29 gennaio 2015   |
| Ministro dell'energia, dell'industria e delle risorse minerarie  | Khalid bin Abd al-Aziz Al Faleh                    | 7 maggio 2016     |
| Ministro dei trasporti                                           | Suleiman Al Hamdan                                 | 7 maggio 2016     |
| Ministro della salute                                            | Tawfiq bin Fawzan Al Rabieh                        | 7 maggio 2016     |
| Ministro del commercio e degli investimenti                      | Majid bin Abd Allah Al Qasabi                      | 29 gennaio 2015   |
| Ministro della pianificazione e dell'economia nazionale          | Mohammed al-Tuwaijri                               | 4 novembre 2017   |
| Ministro dell'informazione                                       | Awwad Saleh al-Awwad                               | 22 aprile 2017    |
| Ministro della cultura                                           | Badr bin Abd Allah bin Mohammed bin Farhan Al Saud | 2 giugno 2018     |
| Ministro del servizio civile                                     | Khalid bin Abd Allah Al Araj                       | 2015              |
| Ministro del lavoro e dello sviluppo sociale                     | Mufrej bin Sa'd Al Haqbani                         | 7 maggio 2016     |
| Ministro della funzione pubblica                                 | Essam bin Saeed                                    | 22 aprile 2017    |
| Ministro delle finanze                                           | Mohammed Jada'an                                   | novembre 2016     |
| Ministro dell'agricoltura, delle risorse idriche e dell'ambiente | Abd al-Rahman bin Abd al-Mohsen Al Fadhly          | 29 gennaio 2015   |
| Ministro del pellegrinaggio e dell'umrah                         | Muhammad Saleh Benten                              | 7 maggio 2016     |
| Ministro per l'alloggio                                          | Majed bin Abd Allah Al Hogail                      | 13 luglio 2015    |
| Ministro delle comunicazioni e delle scienze informatiche        | Abd Allah bin Amer Al-Sawahah                      | 22 aprile 2017    |
| Ministro del lavoro e dello sviluppo sociale                     | Ahmad bin Sulaiman Alrajhi                         | 2 giugno 2018     |
| Ministro di Stato                                                | Abd al-Aziz bin Abd Allah Al Sa'ud                 | 2015              |
| Ministro di Stato per gli affari politici                        | Muttlab bin Abd Allah Al Nafissa                   | 1995              |
| Ministro di Stato                                                | Sa'd bin Khalid Al Jabry                           | 2015              |
| Ministro di Stato per il commercio estero                        | Musa'id bin Mohammed Al Eiban                      | 1995              |
| Ministro di Stato                                                | Mohammad bin Abdulmalik Al Alshaikh                | 2015              |
| Ministro di Stato per gli affari dell'Assemblea Consultiva       | Mohammad bin Faysal Abu Saq                        | 2014              |
| Ministro di Stato                                                | Khalid bin Abd al-Rahman Al Eissa                  | 2015              |
| Ministro di Stato                                                | Essam bin Saad bin Saeed                           | 2015              |
| Ministro di Stato per gli Affari Esteri                          | Adel bin Ahmed al-Jubayr                           | 27 dicembre 2018  |

## Semplificazione dell'esecutivo
Il 29 gennaio 2015 re Salman ordinò importanti modifiche al suo Governo oltre a un notevole rimpasto. Con una vasta gamma di decreti, nel tentativo di semplificare il processo decisionale e rendere il governo più efficiente, il re abolì dodici enti pubblici - vale a dire, il Comitato superiore per la politica di istruzione, il Comitato superiore per l'organizzazione amministrativa, il Consiglio del servizio civile, la Commissione superiore della Città della scienza e della tecnologia "Re Abd al-Aziz", il Consiglio dell'istruzione superiore e dell'università, il Consiglio supremo dell'istruzione, il Consiglio supremo per il petrolio e i minerali, il Consiglio economico supremo, il Consiglio della sicurezza nazionale, il Consiglio supremo dell Città per le energie atomica e rinnovabili "Re Abd Allah", il Consiglio supremo per gli affari islamici e il Consiglio supremo per gli affari dei disabili - responsabili della definizione delle politiche in settori che vanno dall'energia all'istruzione. Per eliminare le ridondanze, re Salman li ha sostituiti con due nuovi consigli legati al Consiglio dei ministri: il Consiglio per gli affari politici e di sicurezza, guidato dall'allora principe ereditario Muḥammad bin Nāyef Āl Saʿūd, e il Consiglio per gli affari economici e di sviluppo, guidato dall'attuale principe ereditario Mohammad bin Salman Al Sa'ud.